# Anodendron affinis
Anodendron affinis är en oleanderväxtart som först beskrevs av William Jackson Hooker och Arnott, och fick sitt nu gällande namn av George Claridge Druce. Anodendron affinis ingår i släktet Anodendron och familjen oleanderväxter. Inga underarter finns listade i Catalogue of Life.